# Барановская (Нижнеслободский сельсовет)
Барановская — деревня в Вожегодском районе Вологодской области.
Входит в состав Нижнеслободского сельского поселения, с точки зрения административно-территориального деления — в Нижнеслободский сельсовет.
Расстояние по автодороге до районного центра Вожеги — 56 км, до центра муниципального образования Деревеньки — 7 км. Ближайшие населённые пункты — Тимошинская, Ереминская, Исаковская.
По данным переписи в 2002 году постоянного населения не было.